# Tetraspidium laxiflorum
Tetraspidium es un género monotípico de plantas fanerógamas perteneciente a la familia Orobanchaceae. Su única especie, Tetraspidium laxiflorum, es originaria de Madagascar donde se encuentra en los herbazales y en las laderas rocosas de los inselberg en la provincia de Antananarivo

## Taxonomía
Tetraspidium laxiflorum fue descrita por John Gilbert Baker y publicado en Journal of the Linnean Society, Botany 20: 215–216, t. XXV, f. 1–5. 1884.